# Várzea das Flores
Várzea das Flores ou Vargem das Flores é uma represa construída no rio Betim, entre os Municípios de Contagem e Betim. A represa é controlada pela Companhia de Saneamento de Minas Gerais (COPASA). O empreendimento, denominado Sistema Vargem das Flores é parte  integrante  do  Sistema Integrado do Paraopeba. Nesse sistema  as  populações  são  atendidas  conjuntamente  pelos  sistemas  de  abastecimento  do  rio Manso, Serra Azul e Vargem das Flores.
A represa Várzea das Flores, além de ser um importante reservatório de abastecimento de água para os municípios de Betim, Contagem e Belo Horizonte, é um contribuinte para a sub-bacia do Rio Paraopeba que, por sua vez pertence à Bacia Federal do Rio São Francisco. O local, pela sua beleza natural, é utilizado pela população do entorno, como área de lazer para pesca e banhos. Ao mesmo tempo, pessoas de melhor poder aquisitivo, têm adquirido as áreas no entorno para residências e atividades voltadas ao lazer, provocando o parcelamento de áreas, antigamente constituídas por grandes fazendas e conseqüentemente execução de obras que provocam desmatamento e movimento de terra.

## História
Na década de 60, o município de Contagem estava em dificuldades com o abastecimento público de água e decidiu construir um sistema próprio de produção e distribuição de água. A opção adotada foi a construção de uma represa no rio Betim para regularizar sua vazão, possibilitando a criação de fonte de suprimento (1.400 l/s) que poderia abastecer cerca de 700 mil habitantes. A barragem teria, no entanto, de ser construída na divisa com o Município de Betim: o local mais indicado para implantá-la, por exigência do relevo.
Betim, da mesma forma, não possuía sistema próprio de produção de água, o que facilitou o acordo entre os municípios.
Na década de 70, o Estado de Minas Gerais assumiu os serviços de água e esgoto de Betim, Belo Horizonte e Contagem, tendo por agente principal a Companhia Mineira de Águas e Esgotos (Comag), atual COPASA MG.
Várzea das Flores foi o nome dado ao sistema de produção de água, que entrou em operação em 1972, com o objetivo de abastecer Betim, Contagem e Belo Horizonte.
A partir de então, a região passou a ser marcada definitivamente por esse empreendimento: por um lado, o lago era visto pelos moradores das imediações como uma opção de lazer, por outro, toda a área de drenagem da bacia ficava comprometida com a fonte de abastecimento de água.
Em épocas de enchentes, o volume do reservatório supera a sua capacidade máxima e o excedente escoa pelo vertedouro, porém o fenômeno é raro. Em janeiro de 2020, devido às enchentes que ocorreram no Sudeste do Brasil, a COPASA precisou monitorar a vazão excedente do reservatório para evitar riscos de inundações nas casas que ficam às margens do rio Betim, caso houvesse derramamento descontrolado de água do verdedouro.

## Características técnicas
O perímetro da represa é de 54 km, numa área inundada de 5,5 km², com volume de água na cota 838,78 m de 44x10 000 000m³, profundidade máxima de 21m e comprimento do braço principal de 7,5 km. A área de domínio da Copasa é definido pelo espelho d'água até a cota 842. Acima desta cota, os terrenos são de propriedade particular.[carece de fontes?]